# Plavac mali

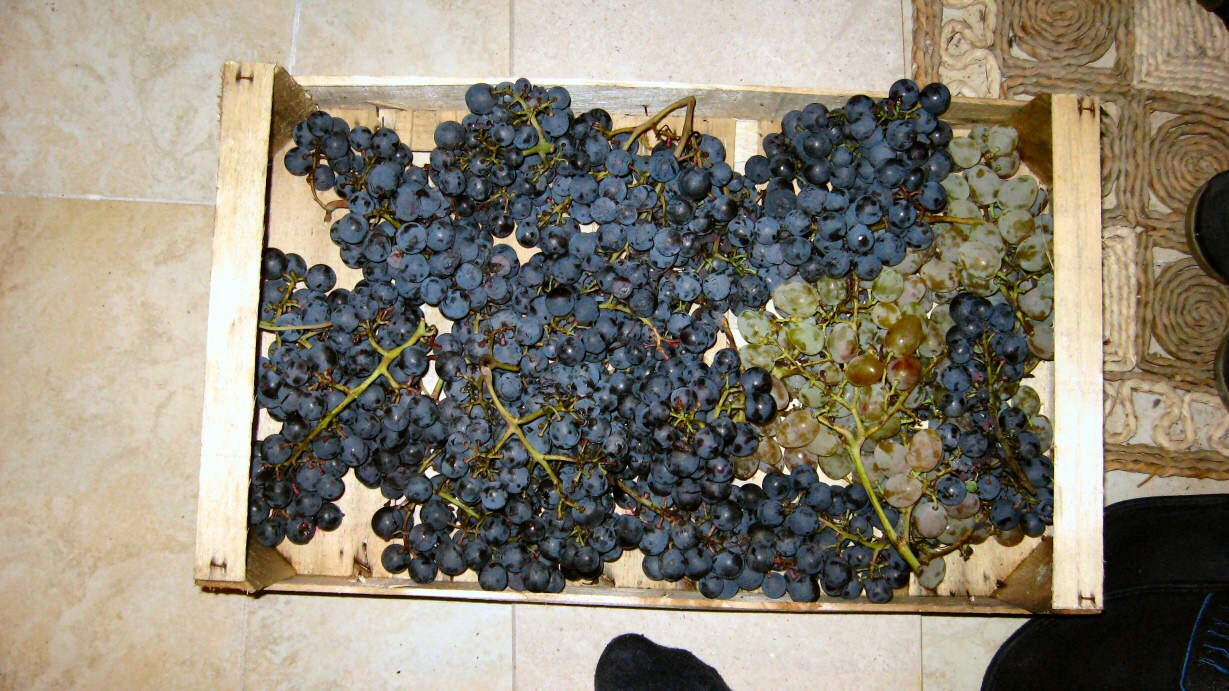
Druif

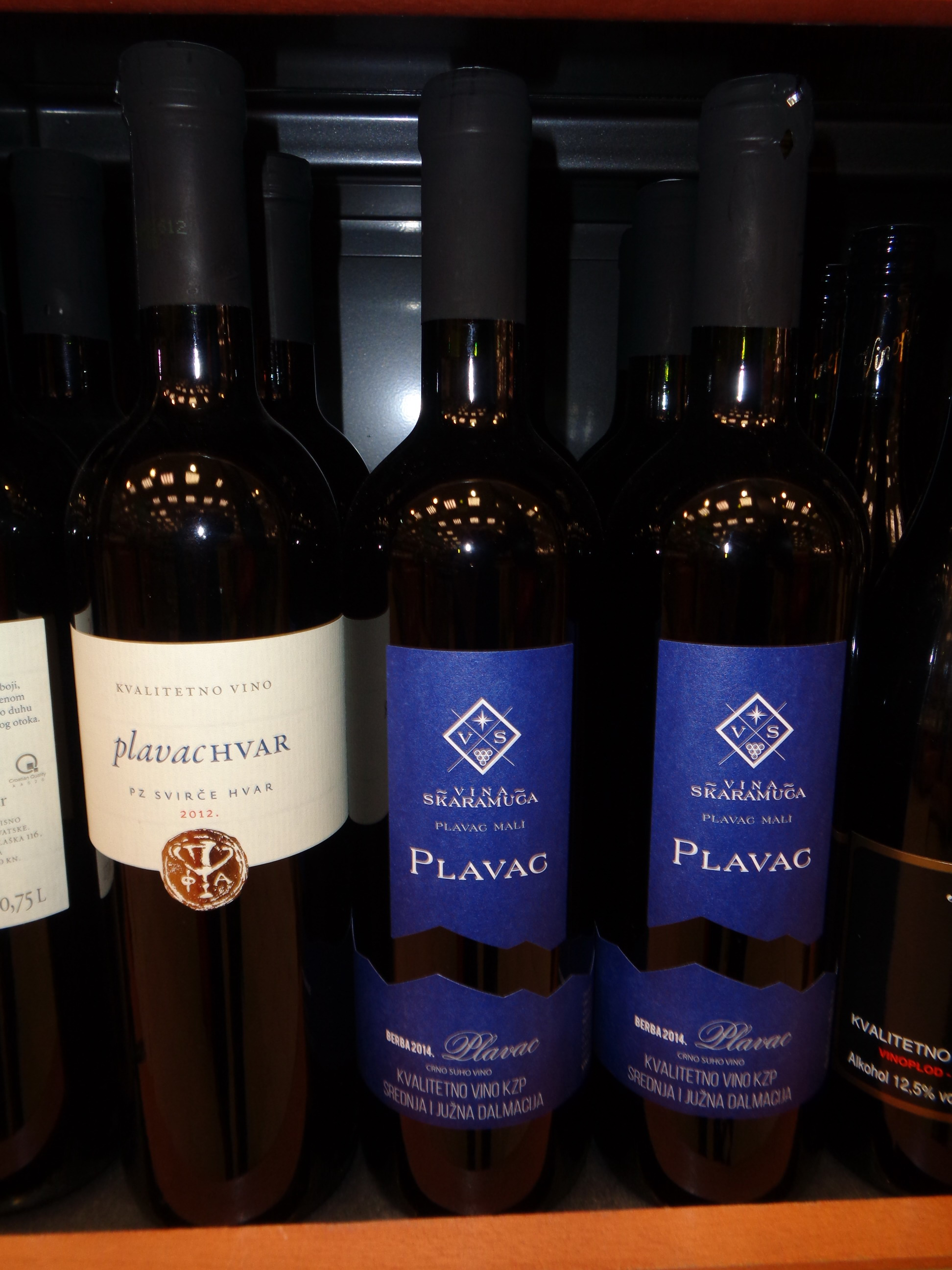
Wijn

De Plavac Mali is een druivensoort die voornamelijk geteeld wordt langs de Dalmatische kust van Kroatië.
De naam verwijst naar de kleine blauwe druiven die de wijnstokken produceren: in het Kroatisch verwijst plavac (ban plavo, blauw) naar de kleur blauw; mali betekent klein. De Plavac Mali is donkerrood van kleur en staat bekend om de productie van wijnen die rijk zijn aan smaak en een hoog gehalte hebben aan alcohol en tannines. Het smaakprofiel van de Plavac Mali doet denken aan rode rijpe vruchten zoals bosbessen, kersen, cranberry’s en pruimen. Aangezien de Plavac Mali een hoog alcoholgehalte kan hebben is een percentage boven de 15% geen uitzondering.
Kroatische wijnen van deze druif zijn de rode wijnen Dingač en Postup (beide genoemd naar plaatsen op het schiereiland Pelješac), Ivan Dolac en Sveta Nedjelja (eiland Hvar), Plavac mali (Korčula), Bolski Plavac (eiland Brač) en de rosé Opolo. 